# Nîjcea Kropîvna, Nemîriv
Nîjcea Kropîvna (în ucraineană Нижча Кропивна) este un sat în comuna Raihorod din raionul Nemîriv, regiunea Vinnița, Ucraina.

## Demografie
Componența lingvistică a localității Nîjcea Kropîvna
     Ucraineană (99,32%)
     Alte limbi (0,68%)
Conform recensământului din 2001, majoritatea populației localității Nîjcea Kropîvna era vorbitoare de ucraineană (99,32%), existând în minoritate și vorbitori de alte limbi.